# یوسف‌آباد (گوهرکوه)
یوسف‌آباد روستایی در دهستان گوهرکوه بخش گوهرکوه شهرستان تفتان استان سیستان و بلوچستان ایران است.

## جمعیت
بر پایه سرشماری عمومی نفوس و مسکن در سال ۱۳۹۵ جمعیت این روستا ۶۵ نفر (۱۸خانوار) بوده‌است.